# 社会保険大学校
社会保険大学校（しゃかいほけんだいがっこう）とは、社会保険庁に置かれていた施設等機関（文教研修施設）で、社会保険事務所等で勤務する社会保険業務に従事する職員に対する社会保険に関する研修および研究等を行っていた。
本校は千葉県白井市の千葉ニュータウン区域内にあった。

## 研修の種類
実施していた研修は下記のとおりである。
1. 職務階層別研修
2. 業務別研修

## 日本年金機構研修センター
社会保険庁廃止後は、「日本年金機構研修センター」に改称し、社会保険庁の後継組織である日本年金機構の総本部、地方ブロック本部もしくは都道府県事務センター又は地域年金事務所等で勤務する日本年金機構等の常勤職員に対する社会保険に関する研修および研究等を行っている。